# Burgess Hill
Burgess Hill es una localidad del Sudeste de Inglaterra, perteneciente al Condado de Sussex Occidental y ubicada a 63 km al sur de Londres.

## Geografía
Burgess Hill pertenece al Distrito de Mid Sussex, que marca el límite territorial entre Sussex Occidental y Sussex Oriental. Se encuentra también al borde del Parque Nacional de South Downs, a 16 al norte de la ciudad de Brighton. Su población en 2011 era de 30.635 habitantes, lo que la convierte en una de las localidades más pobladas del condado, junto a Crawley, Worthing y Horsham.
Tiene un clima oceánico, Cfb según la Clasificación climática de Köppen, característico del sur de Gran Bretaña.

## Historia
Aunque la calzada romana que unía Londres con la costa sur de Gran Bretaña pasa por Burgess Hill, no se han hallado restos de asentamientos romanos en la zona. El actual emplazamiento de la ciudad fue durante siglos una zona rural perteneciente a las cercanas parroquias de Clayton, Keymer y Ditchling. Fue a partir de 1841 con la inauguración de la línea férrea Londres-Brighton, cuando Burgess Hill pasa de ser una zona rural a convertirse en un pequeño núlceo industrial. Aunque se conoce desde el siglo XVI la presencia de fábricas de ladrillos en la zona, es durante esta época cuando se va a desarrollar en torno a la localidad una floreciente industria cerámica que va a perdurar hasta los años 30 del siglo XX. Tras la Segunda Guerra Mundial, la ampliación del área industrial y la cercanía de la ciudad de Brighton, hicieron que Burgess Hill se convirtiera en una de las localidades de más rápido crecimiento del Sudeste de Inglaterra.

## Ciudades hermanas
- Abbeville (Francia).[4]
- Schmallenberg (Alemania)